# 디프스미스군

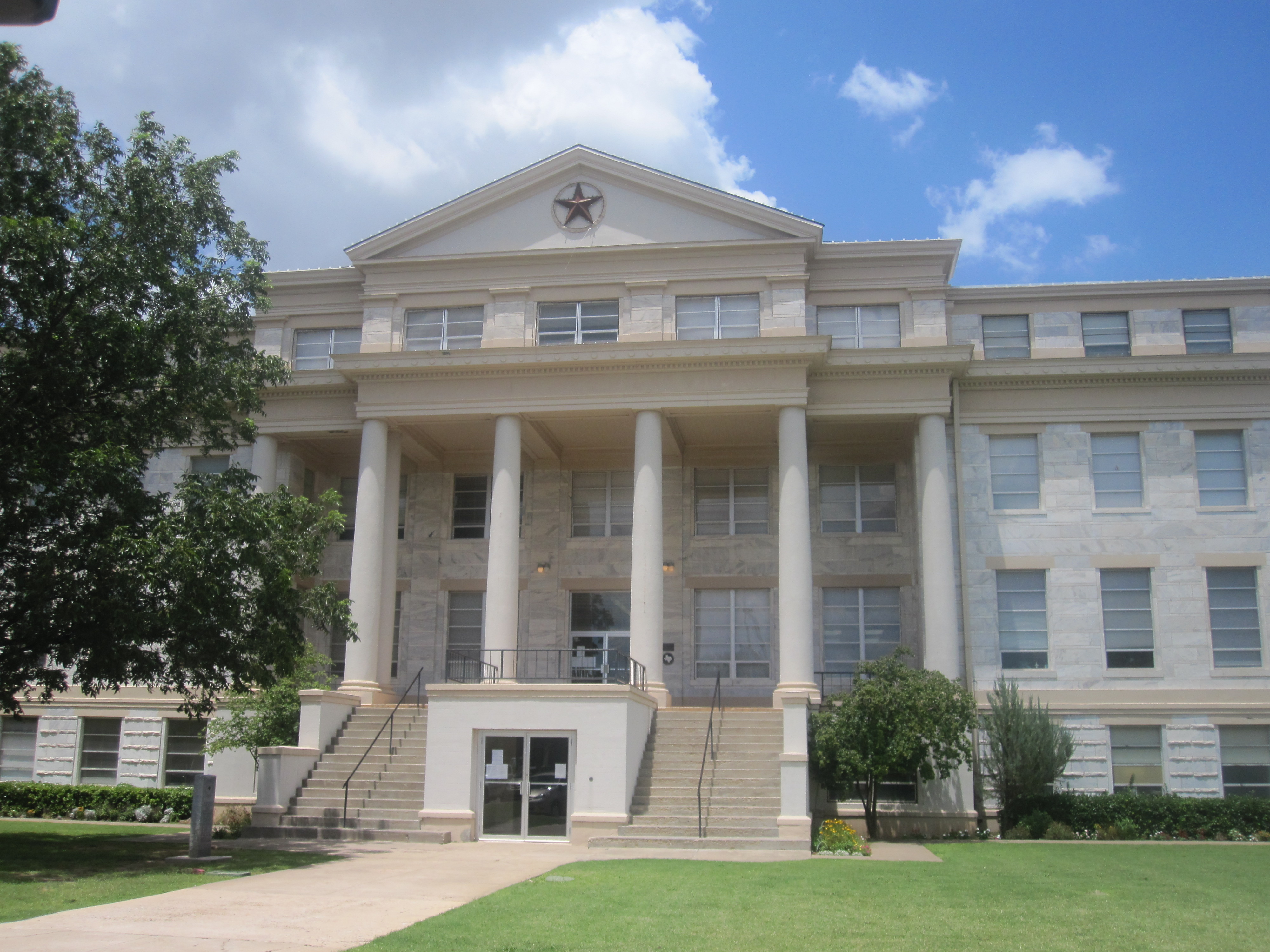

디프 스미스군 또는 디프 스미스 카운티(Deaf Smith County)는 미국 텍사스주의 텍사스 팬핸들 지역에 있는 군이다. 2010년 기준으로 이 지역의 인구 수는 총 19,372명이다. 2018년 추산으로 이 지역의 총 인구 수는 18,760명이다. 카운티청 소재지이자 최대 도시는 허퍼드다.

## 인구
| 인구조사                                  | 인구   | Note  | %±     |
| ----------------------------------------- | ------ | ----- | ------ |
| 1880년                                    | 38     |       | —      |
| 1890년                                    | 179    |       | 371.1% |
| 1900년                                    | 843    |       | 370.9% |
| 1910년                                    | 3,942  |       | 367.6% |
| 1920년                                    | 3,747  |       | −4.9%  |
| 1930년                                    | 5,979  |       | 59.6%  |
| 1940년                                    | 6,056  |       | 1.3%   |
| 1950년                                    | 9,111  |       | 50.4%  |
| 1960년                                    | 13,187 |       | 44.7%  |
| 1970년                                    | 18,999 |       | 44.1%  |
| 1980년                                    | 21,165 |       | 11.4%  |
| 1990년                                    | 19,153 |       | −9.5%  |
| 2000년                                    | 18,561 |       | −3.1%  |
| 2010년                                    | 19,372 |       | 4.4%   |
| 2018 (추산)                               | 18,760 | [ 1 ] | −3.2%  |
| U.S. Decennial Census 1850–2010 2010–2014 |        |       |        |